# Pekelná jízda na dálnici A4
Pekelná jízda na dálnici A4 (v německém originále Höllenfahrt auf der A4) je první díl čtvrté řady německého akčního seriálu Kobra 11. Premiérově odvysílán byl 16. prosince 1999 na stanici RTL, v Česku 5. září 2000 na TV Nova.
Námět je inspirován americkým filmem Auto na útěku (1997). Kromě motivu zaseknutého plynového pedálu seriál okopíroval i některé scény filmu - téma zvednutého mostu, komunikace přes vysílání rádia, vyzvednutí dítěte z auta vrtulníkem médií, zataras, který měl auto zastavit, i postavy jsou inspirovány americkým filmem). To zřejmě reflektuje hláška Toma Kranicha na konci dílu - "Tohle už jsem někde viděl!".

## Obsazení
| Erdogan Atalay    | Semir Gerkhan    |
| René Steinke      | Tom Kranich      |
| Charlotte Schwab  | Anna Engelhardt  |
| Carina Wiese      | Andrea Schäfer   |
| Gottfired Vollmer | Dieter Bonrath   |
| Dietmar Huhn      | Horst Herzberger |
| Bojana Golenac    | Susanne          |
| Martin Armknecht  | Ed               |